# Chersodromus
Genre
Chersodromus est un genre de serpents de la famille des Dipsadidae.

## Répartition
Les espèces de ce genre sont endémiques du Mexique.

## Liste des espèces
Selon The Reptile Database (28 août 2013) :
- Chersodromus liebmanni Reinhardt, 1861
- Chersodromus rubriventris (Taylor, 1949)

## Publication originale
- Reinhardt, 1861 "1860" : Herpetologiske Middelelser. II. Beskrivelser af nogle nye til Calamariernes Familie henhörende Slänger. Videnskabelige meddelelser fra den Naturhistoriske forening i Kjöbenhavn, vol. 1860, p. 229-250 (texte intégral).